# Kanton Vic-sur-Aisne
Kanton Vic-sur-Aisne (fr. Canton de Vic-sur-Aisne) je francouzský kanton v departementu Aisne v regionu Hauts-de-France. Tvoří ho 50 obcí. Před reformou kantonů 2014 ho tvořilo 25 obcí.

## Obce kantonu
od roku 2015:
| - Ambleny - Audignicourt - Barisis-aux-Bois - Berny-Rivière - Besmé - Bichancourt - Bieuxy - Blérancourt - Bourguignon-sous-Coucy - Camelin - Champs - Coucy-la-Ville - Coucy-le-Château-Auffrique - Cœuvres-et-Valsery - Crécy-au-Mont - Cutry - Dommiers | - Épagny - Folembray - Fontenoy - Fresnes - Guny - Jumencourt - Landricourt - Laversine - Leuilly-sous-Coucy - Manicamp - Montigny-Lengrain - Morsain - Mortefontaine - Nouvron-Vingré - Pernant - Pont-Saint-Mard - Quierzy | - Quincy-Basse - Ressons-le-Long - Saconin-et-Breuil - Saint-Aubin - Saint-Bandry - Saint-Christophe-à-Berry - Saint-Paul-aux-Bois - Saint-Pierre-Aigle - Selens - Septvaux - Tartiers - Trosly-Loire - Vassens - Verneuil-sous-Coucy - Vézaponin - Vic-sur-Aisne |

před rokem 2015:
| - Ambleny - Bagneux - Berny-Rivière - Bieuxy - Cœuvres-et-Valsery - Cuisy-en-Almont - Cutry - Dommiers - Épagny - Fontenoy - Laversine - Montigny-Lengrain - Morsain | - Mortefontaine - Nouvron-Vingré - Osly-Courtil - Pernant - Ressons-le-Long - Saconin-et-Breuil - Saint-Bandry - Saint-Christophe-à-Berry - Saint-Pierre-Aigle - Tartiers - Vézaponin - Vic-sur-Aisne |